# Mattias Nilsson (biathlonista)
Mattias Nilsson (ur. 19 lutego 1982 w Östersund) – szwedzki biathlonista, mistrz świata juniorów z 2002 roku. Nilsson uwielbia grać w pokera.
Jego młodsza siostra Anna Maria Nilsson również uprawia biathlon.

## Osiągnięcia

### Igrzyska Olimpijskie
| Rok  | Miejsce                  | IN | SP | PU | MS | RL |
| 2006 | Turyn/Cesana San Sicario | 44 | 7  | 20 | 14 | 4  |

### Mistrzostwa Świata
| Rok  | Miejsce         | IN | SP | PU | MS | RL |
| 2003 | Chanty-Mansyjsk |    | 24 | 48 |    | 7  |
| 2004 | Oberhof         | 59 | 49 |    |    | 6  |
| 2005 | Hochfilzen      | 56 | 30 | 24 |    | 7  |
| 2007 | Anterselva      | 28 | 6  | 19 | 10 | 7  |
| 2008 | Östersund       | 54 | 60 | 35 |    | 6  |
| 2009 | Pjongczang      | 26 | 26 | 27 | 20 | 9  |

IN – bieg indywidualny, SP – sprint, PU – bieg pościgowy, MS – bieg ze startu wspólnego, RL – sztafeta

### Puchar Świata

#### Miejsca w klasyfikacji generalnej
| Sezon     | Miejsce |
| --------- | ------- |
| 2002/2003 | 73.     |
| 2003/2004 | 58.     |
| 2004/2005 | 42.     |
| 2005/2006 | 28.     |
| 2006/2007 | 36.     |
| 2007/2008 | 22.     |
| 2008/2009 | 34.     |
| 2009/2010 | 52.     |

#### Miejsca w pierwszej piątce chronologicznie
- 2006:

1. Oslo/Holmenkollen {sprint} – {3. miejsce}

- 2007:

1. Pokljuka {sprint} – {3. miejsce}
2. Oberhof {sprint} – {5. miejsce}